# Rátkai Erzsébet
Rátkai Erzsébet (Budapest, 1956. január 3. –) Jászai Mari-díjas magyar iparművész, színházi látvány-, díszlet- és jelmeztervező, érdemes művész. A MMA tagja (2013).

## Életútja
Szülei Rátkai Géza és Mihály Valéria. Kecskeméten a Kodály Zoltán Ének-Zenei Általános Iskolába járt, középfokú tanulmányokat a szegedi Tömörkény István Zene- és Képzőművészeti Szakközépiskolában szobrász szakon folytatott. Érettségi után felsőfokú tanulmányokat Pozsonyban a Zene- és Színházművészeti Akadémia Színházművészeti Karának UNESCO által támogatott Díszlet és Jelmeztervezési Szakán folytatott, ahol kiváló mesterei voltak, nemzetközi hírű művészek és tanárok, köztük Ľudmila Purkyňová, Stanislava Vaníčková (jelmeztervezés), Ladislav Vychodil, Otto Šujan (díszlettervezés). A pozsonyi akadémia rendszeres résztvevője, valamint a prágai Quadriennálénak is, amelyen 1975-ben és 1979-ben, később 2003-ban Rátkai Erzsébet is kiállított. 1979-ben egyik díszlettervéért elismerő oklevelet kapott. Felső fokú tanulmányait 1980-ban fejezte be kitűnő eredménnyel. Ekkor kezdődött színházi látványtervezői pályafutása, műveli azt minden helyi kötöttség, főváros vagy vidék, kőszínház vagy szabadtéri színház, valamennyi színházi műfajjal barátságban él, legyen az prózai mű, opera, operett vagy musical.

## Munkássága
Pályakezdő éveit a kecskeméti Katona József Színházban töltötte 1980-1986 közt, itt Jancsó Miklóssal és Banovich Tamással dolgozott együtt, mely jótékony hatást gyakorolt további szakmai fejlődésére. 1986-1989 közt szabadúszóként működött, majd 1989-1999 közt a veszprémi Petőfi Színház jelmeztervezője, itt több mint 20 bemutató erejéig Vándorfi László rendező munkatársa, párhuzamosan 1990-től már a budapesti Madách Színház is alkalmazta, itt Kerényi Imre igazgató-művészeti vezető munkatársa volt, emlékezetesebb darabok jelmeztervei a Madách Színházban:
- Hegedűs a háztetőn,;
- Lear király;
- Stuart Mária;
- Amadeus;
- Ludas Matyi;
- Liliomfi;
- A vörös malom;
- Don Juan;
- József és a színes szélesvásznú álomkabát;
- A tribádok éjszakája.

Tervezett Németországban, Finnországban, de meghívták tervezni Pozsonyba, Bécsbe, Oslóba, Torontóba is. Valóságos jelmezgyártó, -patinázó, -karbantartó műhelyt alakított ki még Veszprémben. 1990 óta nyaranként rendszeresen dolgozik a Szegedi Szabadtéri Játékokon, az itt bemutatott számos darab közül soknak Rátkai Erzsébet a díszlet- és jelmeztervezője, köztük Hunyadi László, La Mancha Lovagja, a Szörényi rock operák, stb. Jelmeztervezője István a király Nemzeti Színház-, ill. Magyar Színházbeli és csíksomlyói bemutatóinak.
1999-től Puskás Tamás színész, rendező munkatársa, számos darab jelmeztervezője:
- A Karamazov testvérek;
- A fösvény;
- Kasimir és Karoline;
- Fekete Péter;
- Shakespeare ciklus:

Tévedések vígjátéka;
A makrancos hölgy;
Sok hűhó semmiért;
Ahogy tetszik).
Nagy Viktor (1954-) rendező mellett zenés darabok jelmezeit tervezte, köztük:
- Hunyadi László;
- Szöktetés a szerájból;
- A vajda tornya;
- Faust;
- Isten pénze.

Horváth Péter rendezései közül is számos zenés darab jelmezét tervezte:
- Bál a Savoyban;
- Hello Dolly;
- Kabaré;
- Dollármama;
- A mumus.

Számos TV-filmen is látható darab jelmezeit tervezte:
| - Ábrahám: Bál a Savoyban; - Asztalos-Kovács: Gizella; - Fényes-Barabás-Frenkó: Egy szoknya, egy nadrág; - Goldoni: Chioggiai csetepaté; - Horváth Péter: Operett.hu I-VIII.; - Mácsai-Guelmino: Mi újság múlt század?; - Molnár Ferenc: Üvegcipő; - Ödön von Horváth: Kasimir és Karoline; - Petőfi: Tigris és hiéna; - Pilinszky: Élőlépek; | - Schiller: Stuart Mária; - Shakespeare: A makrancos hölgy; - Shakespeare: Lear király; - Shakespeare: Tévedések vígjátéka; - Szörényi-Lezsák-Pozsgai: Atilla – Isten kardja; - Szörényi-Bródy: István, a király; - Szörényi-Bródy: Veled, Uram!; - Mozart: Szöktetés a szerájból; - Dohnányi: A vajda tornya. |

Alkotói, kutatói munkája mellett tanított Magyar Képzőművészeti Egyetemen. Napjainkban a Kaposvári Egyetem látványtervező szakán tanít jelmeztervezést.

## Díjak, elismerések
- Ferenczy Noémi-díj (2008)
- Jászai Mari-díj (2014)
- Érdemes művész (2019)
- Tolnay Klári-díj (2019)[1]